# Sydafrikas historia
Sydafrikas historia som är mera väl känd börjar när khoisanfolken bosatte sig i Sydafrika. När bantufolken bredde ut sig över Afrika kunde de inte etablera sitt jordbrukssamhälle i det subtropiska området. När de vita anlände hade de lätt att kolonisera landet, jämfört med övriga Afrika.

## Förhistoria
I Sydafrika har olika fynd av förmänniskor upptäckts. Flera av dessa fynd är bland de tidigaste fossilfynden i människans utveckling. Fynd av tidiga mänskliga förfäder, så kallade homininer av arten Australopithecus africanus, dateras till en ålder av cirka 3,3 till 3,5, och till och med för cirka 4 miljoner år sedan enligt en nyare uppskattning. Professor Raymond Dart upptäckte skallen av ett 2,51 miljoner år gammalt fossil det så kallade Taung-barnet 1924, det första exemplaret av Australopithecus africanus som  hittades. Robert Broom följde i Darts fotspår och upptäckte 1938 en ny, mycket mer robust hominid, Paranthropus robustus vid Kromdraai, och 1947 upptäckte han flera fler exemplar av Australopithecus africanus vid Sterkfontein. Särskilt kända fynd av denna fossila art är  Taung-barnet och Mrs. Ples. Många fler arter av tidiga hominider har hittats i Sydafrika under de senaste decennierna. Den äldsta är Little Foot, från en okänd art som är över 3 miljoner år gammal, ursprungligen upptäckt i Sterkfontein av Ronald J. Clarke. Fynden av fotben ledde till att et välbevarat  skelett av en australopithecin helt inbäddat i kalksten upptäcktes och preparerades fram under en mer ån 10 år lång tid. Det  särskilt komplett fossilet Little Foot tillhör däremot en annan art av sydafrikansk Australopithecus.
Vetenskapsmän som forskat i människans utveckling har fastställt att det område som allmänt kallas Sydafrika var ett av de viktiga centra för människans evolution. Världsarvet mänsklighetens vagga (Cradle of humankind) omfattar ett 47 000 hektar stort område med världens största koncentration av fynd från människans utveckling. i världsarvet ingår grottorna Sterkfontein, Kromdraai, Swartkrans och Makapansgat, Dessa grottor är några av de viktigaste platserna för fynd i Sydafrika. I grottan Rising Star upptäcktes arten Homo naledi. De äldsta fynden av Homo erectus från Swartkrans är cirka en miljon år gamla.  Ett viktigt fynd var det 1,9 miljoner år gamla Australopithecus sediba, som upptäcktes 2008. År 2015 tillkännagavs upptäckten nära Johannesburg av en tidigare okänd art av Homo, kallad Homo naledi. Den har beskrivits som en av de viktigaste paleontologiska upptäckterna i modern tid.
För mer än en miljon år sedan ersattes de förhistoriska hominiderrna i Sydafrika gradvis av homo erectus, som även var spridda i resten av Afrika. De spreds sig sedan in i Europa och Asien.  Ett stort arkeologiskt fynd vid Sterkfontein i närheten av Johannesburg från 1998 tyder på hominiderna strövade omkring Highveld för ungefär tre miljoner år sedan. Olika släkten av förmänniskor har levt parallellt i Sydafrika för två miljoner år sedan. Stenverktyg tillverkade under Tidigpaleolitikum (2,5 milj.–150 000 år sedan) har hittats vid australopithecus-fossiler.
Bosättning moderna Homo sapiens har kunnat spåras i södra Afrika till en ålder av 165 000 år. Det var fynden av de så kallade Pinnacle Point-människorna som daterades till denna höga ålder. Det är alltså under mellersta paleolitikum som moderna människor bebor Sydafrika. De arkeologiska fynden vid Klasies River Caves är viktiga i studiet av tidiga moderna människor.  Vid Blombosgrottan 2002 upptäcktes stenar inristade med rutnäts- eller korsrutmönster, daterade till cirka 70 000 åra ålder. Detta har tolkats som ett av de tidigaste exemplet som någonsin upptäckts på abstrakt konst eller symbolisk konst skapad av Homo sapiens.  Den 36 000 år gamla Hofmeyr-skallen från Sydafrika anses vara en länk till de icke-afrikanska representanterna för den moderna människan.  
Den första mänskliga bebyggelsen med spår in i modern tid är associerad med en DNA-grupp som har sitt ursprung i ett nordvästligt område i södra Afrika och som fortfarande är utbredd i ursprungsbefolkningen Khoisan (Khoi och San). I och med övergången från mellersta till sena paleolitikum uppstod små grupper av sanfolket som nomadiska jägare-samlare för cirka 35 000–20 000 år sedan. Klippmålningar som är upp till 26 000 år  har bevarats på många platser i södra Afrika. Det finns än idag små grupper av Sanfolket (även kallade bushmän) i Sydafrika, som tillsammans med Australiens urinvånare utgör den äldsta ännu existerande kulturen i världen. Arkeologiska lämningar från sanfolk i södra Afrika sträcker sig 10 000–20 000 år tillbaka.
För omkring 2000 år sedan anammade san-grupper i de bördiga områdena boskapsuppfödning och keramik från svarta folk som bosatte sig norrut. De utvecklade en stratifierad social ordning, enkultur i vilken personliga ägodelar blev viktiga.  Till skillnad från San-folket var dessa khoikhoi-samhällen, hottentotter som de nedsättande kallades av holländarna, inte bara organiserade i små familjegrupper och klaner, utan också av stammar på högre nivå. Vid sekelskiftet nådde de området i dagens västra Sydafrika och tog senare över metallverktyg och vapen från svarta folk från öst. I takt med att khoikhoi-livsstilen tillät en större befolkningstäthet och deras boskap och får skadade den redan tunna gräsmarken i den halvtorra marken, hamnade båda grupperna alltmer i konflikt- och konkurrenssituationer. Som ett resultat av dessa konflikter drevs sanfolket tillbaka till de torra områdena, där rester av stenålderslivet har bevarats fram till modern tid. De olika grupperna San och Khoikhoi grupperas ofta tillsammans som Khoisan. Södra Afrika befolkades senare av bantutalande folk som migrerade från den västra regionen av Centralafrika under de första århundradena e.Kr.

## Kolonialtiden

Karta över konflikter mellan dem europeiska kolonialister och zuluriket i början av 1800-talet.

Vasco da Gama fann sjövägen till Indien, vilket gjorde Sydafrika strategiskt värdefullt för européer. Det moderna Sydafrikas historia började år 1488 när den portugisiska sjöfararen Bartolomeu Diaz landsteg vid vad som kom att kallas Godahoppsudden, se Kapkolonin. Trots att Portugal var först på plats av de europeiska länderna på denna del av den afrikanska kontinenten så visade de lite intresse för att bilda några bofasta kolonier. Möjligen berodde detta på konflikter mellan sjöfararna och de boskapsskötande khoi alternativt det jagande/samlande san.
Mellan åren 1621 och 1651 kastade nära 500 skepp från holländska Ostindiska kompaniet ankar i Table Bay vid Kaphalvön. Afrikas sydspets fungerade som en rastplats för skepp på väg mot Indien, Kina och Sydostasien. Ledningen på Ostindiska kompaniet bestämde så småningom att en koloni, Kapkolonin, skulle bildas för att underlätta färden för handelsskeppen. År 1652 steg Jan van Riebeeck tillsammans med några anställda ur Ostindiska kompaniet i land på Godahoppsudden. Kontakt uppstod snart mellan européerna och khoi-san och det sägs ha varit från början mycket vänliga möten.
Fem år efter van Riebeecks landstigning, 1657, utbröt en dispyt mellan invandrarna och afrikanerna. Ett smycke visade sig ha försvunnit från holländarnas läger. De misstänkte afrikanerna, gav sig ut på jakt på den skyldige, fann denne och dödade honom. Van Riebeeck skrev i sin dagbok, efter händelsen, att det vore bättre om varje grupp hade sina egna domäner, eftersom de inte förstod varandra tillräckligt bra. Efter denna konfrontation växte spänningen mellan de två olika folken. Holländarna ansåg sig numera äga jorden och år 1658 tillät Ostindiska kompaniet att slavar skulle fraktas till Kapkolonin. Dessa togs främst från Asien och dåvarande Ceylon och södra Indien, men också från Angola och Västafrika. Mot slutet av 1700-talet fanns 25 000 slavar i Kapkolonin.
Efter att Storbritannien besatt området 1806 kom även brittiska invandrare till landet, mestadels köpmän och yrkesmän. De besatte företrädesvis kolonins sydkust med större och mindre städer och trängde så småningom de nederländska nybyggarna, boerna, allt djupare inåt landet. Regeringen införde engelskt ämbetsspråk och avskaffade slaveriet.
I den stora trekken drog missnöjda boer i stora skaror över kolonins gräns i norr och grundade där nya egna stater, först Natal, sedan Oranjefristaten och Transvaal. Kapregeringen gjorde dock anspråk på överhöghet även över dessa nybildade kolonier, vars grundare efter utvandringen förblivit brittiska undersåtar. Dessa anspråk förmådde boerna att flytta från Natal till områdena norr om Oranjefloden. Även hit förföljdes de av Storbritanniens anspråk på överhöghet. De brittiska kapkolonisterna tolererade inte självständiga kolonier vid sina gränser. Men ingripandet av regeringen i London, som ville undvika långvariga och kostsamma krigsföretag, ledde 1852 och 1854 till formellt erkännande av Transvaal och Oranjefristatens oavhängighet, endast med förbehållet att slaveriet avskaffades. De boer som blev kvar i Kapkolonin och Natal undvek att blanda sig med de brittiska invandrarna och fortsatte vara ovänligt inställda till det brittiska överväldet.
Upptäckten av diamanter 1867 och guld 1886 skapade välstånd och immigration och ökade underkuvandet av de ursprungliga invånarna. Boerna motstod britternas försök till utvidgning av sitt territorium, men besegrades i andra boerkriget 1899–1902. Under det andra boerkriget inrättades världens första koncentrationsläger av britterna i syfte att internera främst boerkvinnor och barn. Denna behandling har satt djupa spår i boerna, och ännu idag är läget mellan britterna och boerna i Sydafrika spänd.

## Självständighetstiden
Den 31 maj 1910 blev landet självständigt från Storbritannien, och Sydafrikanska unionen bildades. Nästan två år senare den 8 januari 1912 bildades ANC av bland annat Pixley ka Seme.

## Apartheidtiden

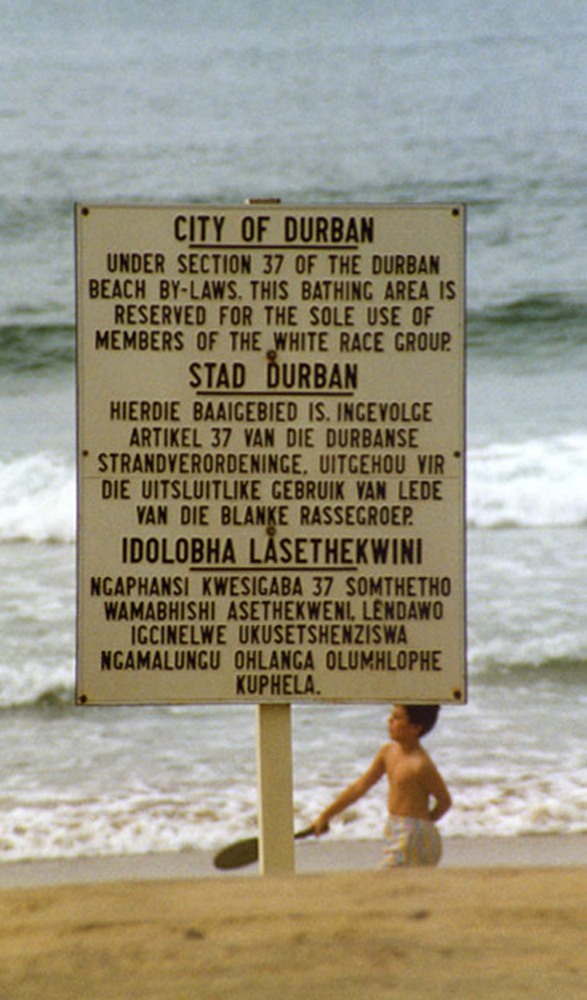
En trespråkig skylt på en strand i Durban under apartheidtiden.

1948 valde Sydafrikas vita befolkning in det boerdominerade Nationalistpartiet i parlamentet som lagstiftade den nya apartheidregimen (apartheid betyder "åtskillnad"), ett politiskt system som bygger på segregation mellan olika rasgrupper. 1961 bildades Sydafrikanska Republiken och man lämnade det Brittiska samväldet. Apartheid försvann från politiken 1994 då svarta för första gången tilläts rösta, vilket ledde till en jordskredsseger för partiet ANC och dess ledare Nelson Mandela (som blev Sydafrikas första svarta president).
Sydafrika hade från 1970-talet och framåt ett fåtal primitiva egenkonstruerade kärnvapen, men förstörde dem frivilligt (vissa tror att de skänkte dem till Israel, som hade mycket kontakt med Sydafrika under denna period) och skrev på icke-spridningsavtalet år 1991. Sydafrika är det enda land som utvecklat kärnvapen och sedan avsagt sig dem. En av teorierna till att Sydafrika avskaffade kärnvapnen sägs vara att nationalisterna inte ville att så farliga vapen skulle hamna i händerna hos de svarta; när de insåg att de skulle förlora makten förstörde de sina kärnvapen..

## Sydafrika efter rasåtskillnadspolitiken

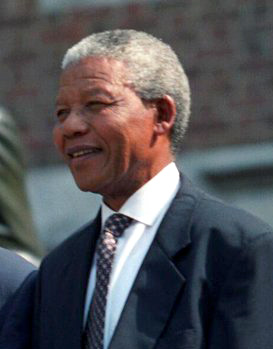
Nelson Mandela Sydafrikas president 1994-1999 och mottagare av Nobels fredspris

Efter apartheid valdes Nelson Mandela till president 1994. Tillsammans med sin föregångare Frederik Willem de Klerk ville de försäkra fridfull maktskift. Ett av dem viktigaste utföranden var att grunda Sannings- och försoningskommission..  
1999 höll Sydafrika sitt andra val med allmän rösträtt. Till president valdes Thabo Mbeki. 
2009 höll Sydafrika sitt fjärde val med allmän rösträtt. Till president valdes Jacob Zuma.
I februari 2018  valde Sydafrikas parlament  vicepresident Cyril Ramaphosa till ny president efter den korruptionsanklagade Jacob Zuma, som avgick.